# 久保山尚
久保山 尚（くぼやま しょう、1992年2月4日 - ）は、日本の元男子バレーボール選手、指導者である。

## 来歴
福岡県三井郡出身。小2の頃、部員募集のプリントを見たのがきっかけでバレーボールを始める。
東福岡高等学校、東亜大学を経て、2013年、V・プレミアリーグ（当時Vリーグの1部リーグ、現在のV.LEAGUE DIVISION1に相当）に昇格したばかりのジェイテクトSTINGSに内定選手として入団。
内定選手の頃から出場機会を得て、次第に出場機会が増える。しかし、2019-20シーズンになると若手セッターの中根聡太が頭角を現したこともあり出場機会が一気に少なくなり、ベンチから外れる試合も目立った。中根は教員になるため2020年で引退し、久保山は2020-21シーズンより再びレギュラーとなった。
2022年、第70回黒鷲旗全日本選抜大会をもって現役を引退した。引退後はV1女子・久光スプリングスのコーチに就任した。

## 所属チーム
- 東福岡高等学校 （2007-2010年）
- 東亜大学 （2010-2014年）
- ジェイテクトSTINGS （2014-2022年）